# 西藏绿绒蒿
西藏绿绒蒿（学名：Meconopsis florindae）为罂粟科绿绒蒿属下的一个种。

## 扩展阅读
- 維基物種上的相關：西藏绿绒蒿